# Jacob Templeton
Jacob Templeton (nascido em 24 de maio de 1995) é um nadador paralímpico australiano com retinite pigmentosa. Disputou representando Austrália em cinco provas da natação nos Jogos Paralímpicos do Rio de Janeiro, em 2016 – ficou em oitavo nos 200 metros medley individual da categoria SM13 e em sexto nos 400 metros livre S13. Templeton nadou também as provas dos 50, dos 100 metros livre, ambas da categoria S13 e dos 100 metros borboleta S13, porém não conseguiu chegar às finais.